# جبرائيل كساب
جبريل كسّاب (مواليد 5 أغسطس 1938) هو أسقف في الكنيسة الكلدانية الكاثوليكية ترأس أبرشية مار توما الرسول الكلدانية في سيدني بأستراليا. شغل منصب أسقف هذه الأبرشية منذ تأسيسها في 21 أكتوبر 2006 وحتى تقاعده في 2015. وكان مقره الأسقفي في كنيسة مار توما الرسول الكلدانية الكاثوليكية في بوسلي بارك، نيو ساوث ويلز.
وُلد قسّاب في تلكيف، العراق، لعائلة آشورية. رُسِم كاهنًا في 19 يناير 1961. وبعد 35 عامًا من الخدمة في الكهنوت، رُقِّي إلى الأسقفية على يد بطريرك بابل على الكلدان آنذاك، مار روفائيل الأول بيداويد. وكان أول منصب له بعد الرسامة الأسقفية هو رئيس أساقفة أبرشية البصرة الكلدانية.
ونظرًا للظروف الصعبة التي مر بها المسيحيون الكلدان في العراق خلال حرب العراق، قام البابا بندكتوس السادس عشر بنقل قسّاب إلى منطقة أكثر أمانًا، وأنشأ أبرشية في سيدني تشمل كل أستراليا ونيوزيلندا، وعيّنه رئيسًا لها.

## روابط خارجية
- Kaldu.org – الموقع الرسمي لأبرشية مار بطرس الرسول
- موقع Catholic Hierarchy
- موقع GCatholic.org